# Distretto di Gangnam

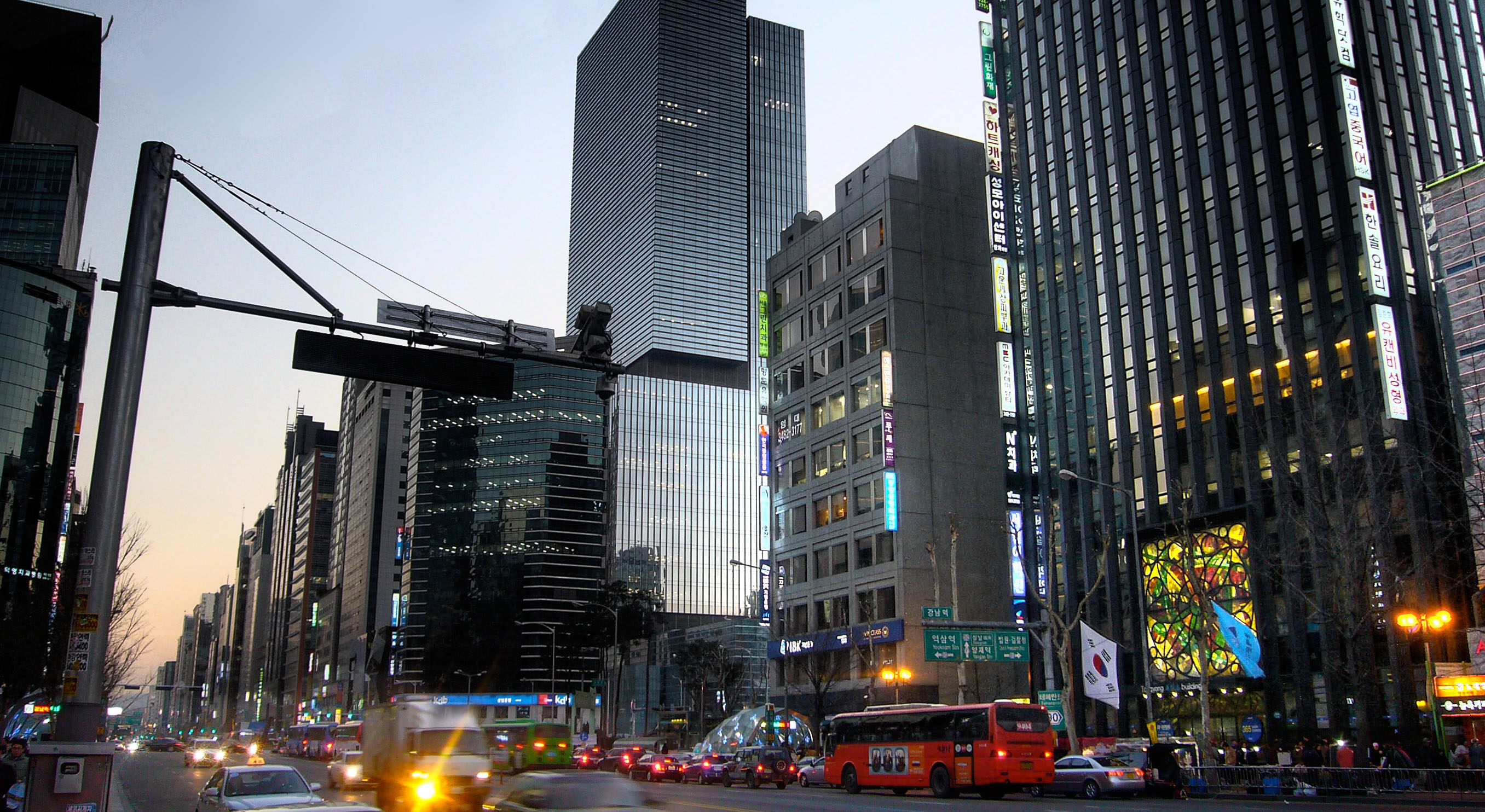
Area della stazione di Gangnam

Gangnam (강남?, 江南?, "A sud del fiume"; ufficialmente Gangnam-gu, 강남구?, 江南區?) è uno dei 25 distretti che compongono la città di Seul, in Corea del Sud. Al 2010, Gangnam aveva una popolazione di 527 641 persone, dato che lo rendeva il quarto distretto più popolato della capitale. Per quanto riguarda l'estensione territoriale Gangnam è il terzo distretto, avendo una superficie di 39,55 km².

## Monumenti e luoghi d'interesse
- Tombe delle dinastie Seolleung e Jeongneung (Patrimonio dell'umanità dell'UNESCO).
- Trade Tower: grattacielo di 55 piani alto 228 m.
- Kimchi Field Museum: museo riguardante i kimchi e la loro importanza nella cultura e cucina coreana.
- COEX Mall: Centro commerciale sotterraneo che si estende per oltre 85 000 m².
- COEX Aquarium: acquario con oltre 40.000 esemplari appartenenti a 650 specie diverse.
- Kukkiwon: sede mondiale del taekwondo.
- Simone Handbag Museum: museo con più di 300 borse esposte dal 1550 a oggi.
- Bongeunsa: tempio buddista fondato nel 794.
- Dosan Park
- Metasequoia Road
- Nonhyun Furniture Road
- Yangjae Stream

## Cultura

### Cinema
Molte stazioni della metropolitana di Gangnam e zone limitrofe sono state usate come ambientazioni per le riprese del film americano del 2012 The Bourne Legacy.

### Musica
Nel 2012 viene pubblicata una canzone dedicata a questo quartiere, considerato il più chic di Seul. Questa canzone, appartenente al genere K-pop, è Gangnam Style del cantante coreano Psy, rivelatasi un successo a livello mondiale.

## Economia
Questa zona è ampiamente conosciuta per la grande ricchezza concentrata e l'alto livello di benessere, venendo spesso paragonata a quartieri come Beverly Hills a Los Angeles (California) . L'indicatore più significativo di ciò è il costo estremamente alto degli immobili. Il costo medio di una casa a Seul è di 5.500 $ al m² e Seul in generale è nota per avere prezzi degli immobili alti, ma il prezzo medio di una casa nel distretto di Gangnam è quasi il doppio, cioè di 10.000 $ al m², prezzo che corrisponde a 3.5 volte la media nazionale.
I centri economici più tradizionali di Seul come il Jung-gu, Jongno-gu, Yongsan-gu e Yeongdeungpo-gu mantengono ancora il ruolo principale, ma Gangnam e i distretti limitrofi hanno acquistato notevole importanza economica negli ultimi decenni. Tra le 200 compagnie del KOSPI che hanno sede qui troviamo: KEPCO, GS Group, Hyundai Department Store Group, HITEJinro, Hansol, Hankook Tire, GLOVIS e Korea Zinc Corporation. Altre società con sede a Gangnam sono: Dongbu Fire Insurance, Young Poong Group, T'way Airlines, S.M. Entertainment, JYP Entertainment e Hankook P&G. Gangnam è la sede di molte aziende di tecnologia dell'informazione e altre compagnie legate ad internet come NC Soft e Pandora TV. È anche un centro importante nel settore della finanza e delle banche. Molte compagnie internazionali hanno degli uffici importanti a Gangnam, tra cui: Google, IBM, Toyota ed AMI. Le zone residenziali sono note per ospitare molte celebrità.

## Infrastrutture e trasporti
Gangnam è servito dalle linee 2, 3, 7 e 9 della metropolitana di Seul e dalle linee suburbane Bundang e Sinbundang. Le principali stazioni sono la stazione di Gangnam e quella di Seolleung.